# Кіркоров Бедрос Філіпович
Бедрос Філіпович Кіркоров (болг. Бедрос Филипов Киркоров вір.Бедрос Крікорян або Բեդրոս Կիրկորով; 2 червня 1932, Варна, Болгарія — 18 березня 2025, Москва, Росія) — болгарський, радянський і російський співак вірменського походження, народний артист Болгарії, народний артист РФ, батько Філіпа Кіркорова. Мав проросійські погляди, підтримував війну РФ проти України.

## Життєпис
Народився в родині шевця. Його батьки співали в міському хорі, і брали маленького Бедроса з собою. У дитинстві Бедрос хотів брати участь в танцювальному колективі, але всі місця були зайняті. Таким чином, Бедрос потрапив в хор. В хорі за голос, що виділявся серед останніх, отримує прізвисько «труба». В армії співав у військовому ансамблі.
У Болгарії Кіркорова почув композитор Арно Бабаджанян і запросив до Москви, щоб він зміг здобути музичну освіту.
Бедрос з другою дружиною Людмилою жив у Великому Новгороді, володів фермою в Новгородській області. Часто супроводжував на гастролях сина. Гастролював сольно, регулярно виступав і перед новгородцями, брав участь у громадській діяльності, займався благодійністю.

### Смерть
Помер 18 березня 2025 року в Москві на 93-році життя. За попередніми даними, причиною смерті стала зупинка серця на тлі гострої серцевої недостатності.